# Bloodhound
Bloodhound (též bladhaund či svatohubertský pes francouzsky Chien de Saint-Hubert) je největší pes lovící čichem na světě. Má vynikající nos (dokáže navětřit i dva týdny starou stopu). Tito psi mají až 40krát více čichových receptorů než člověk. Na krku má charakteristické záhyby volné kůže, které tvoří proslulý truchlivý výraz a štěká nezaměnitelným melodickým hlasem.

## Historie

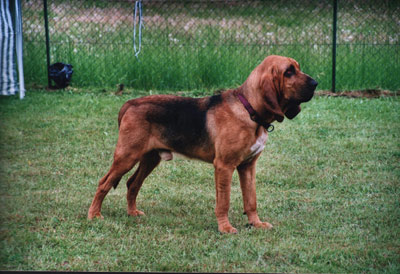
Bloodhound

Bloodhound pravděpodobně vznikl ze starobylého svatohubertského psa, kterého přivezli do Evropy vojáci bojující v křížových výpravách, a o přímé vyšlechtění se postarali ardenští mniši z opatství sv. Huberta v Belgii, kteří je nekřížili s jinými plemeny a udržovali tak čistou linii. Jeho předci byli parforsní honiči, používal je v 7. století mnich Hubert, jenž byl později jmenován biskupem a ještě později, po svatořečení, se stal patronem lovců. Psi podobní těmto však existovali již dávno před křížovými výpravami. Na jedné babylonské hliněné tabulce, staré asi 2 000 let př. n. l., je vyobrazeno několik loveckých psů, z nichž jeden se velmi podobá dnešnímu bloodhoundovi.
Další možnou informací o těchto starých psech je i rukopis z doby 55 let př. n. l., ve kterém je popsán pes se záhyby kůže na krku a výborným nadáním pro čich. Oba dva tyto příklady nejspíše nehovořily přímo o bloodhoundovi, ale je možné, že se jednalo o jeho přímého a velmi podobného předchůdce.
V dnešní době se bloodhound chová všude na světě. Využívá se nejen jako společník do rodiny, ale i jako lovecký pes stopující kořist. Ve Velké Británii jej využívají k dohledávání pachatelů, v Americe zase k hledání ztracených dětí a dospělých.

## Povaha
Bloodhound je přátelský, hravý, aktivní a inteligentní pes. Zároveň ale i tvrdohlavý a temperamentní. Je klidný a rozvážný, vždy si nejprve rozmyslí, jestli skutečně udělá to, co po něm žádáte — zda to za tu námahu vůbec stojí. Nikdy není a nesmí být bojácný nebo agresivní. Protože má skvělý čich, často se může stát, že bude utíkat „za lovem“, pokud nebude mít dost pohybu. Svému majiteli nebo rodině je oddaný a loajální, v 99 % případů je na nich i silně závislý. Není moc samostatný a samotu snáší špatně. Není moc mrštný ani rychlý, pokud zrovna nejde po stopě.
S dětmi vychází skvěle a bezproblémově. Má vysoký práh bolesti a dětské hry mu nevadí. S ostatními zvířaty vychází dobře a na rozdíl od jiných honičů nebo barvářů nemá potřebu zabíjet, jen stopovat. Nemá ani sklony pronásledovat rychle se pohybující předměty. Je vhodné jej chovat ve větší smečce společně s jinými psy, protože není příliš dominantní.

## Péče

### Péče o srst
Jeho srst je přiléhavá, krátká a dobře kryje proti chladu i vodě. Také nevyžaduje častou péči, ale líná 2× do roka a v tomto období je potřeba ji vyčesávat každý den kartáčem s měkkými štětinkami. Mytí šamponem jí nevadí ani ji nepoškozuje.

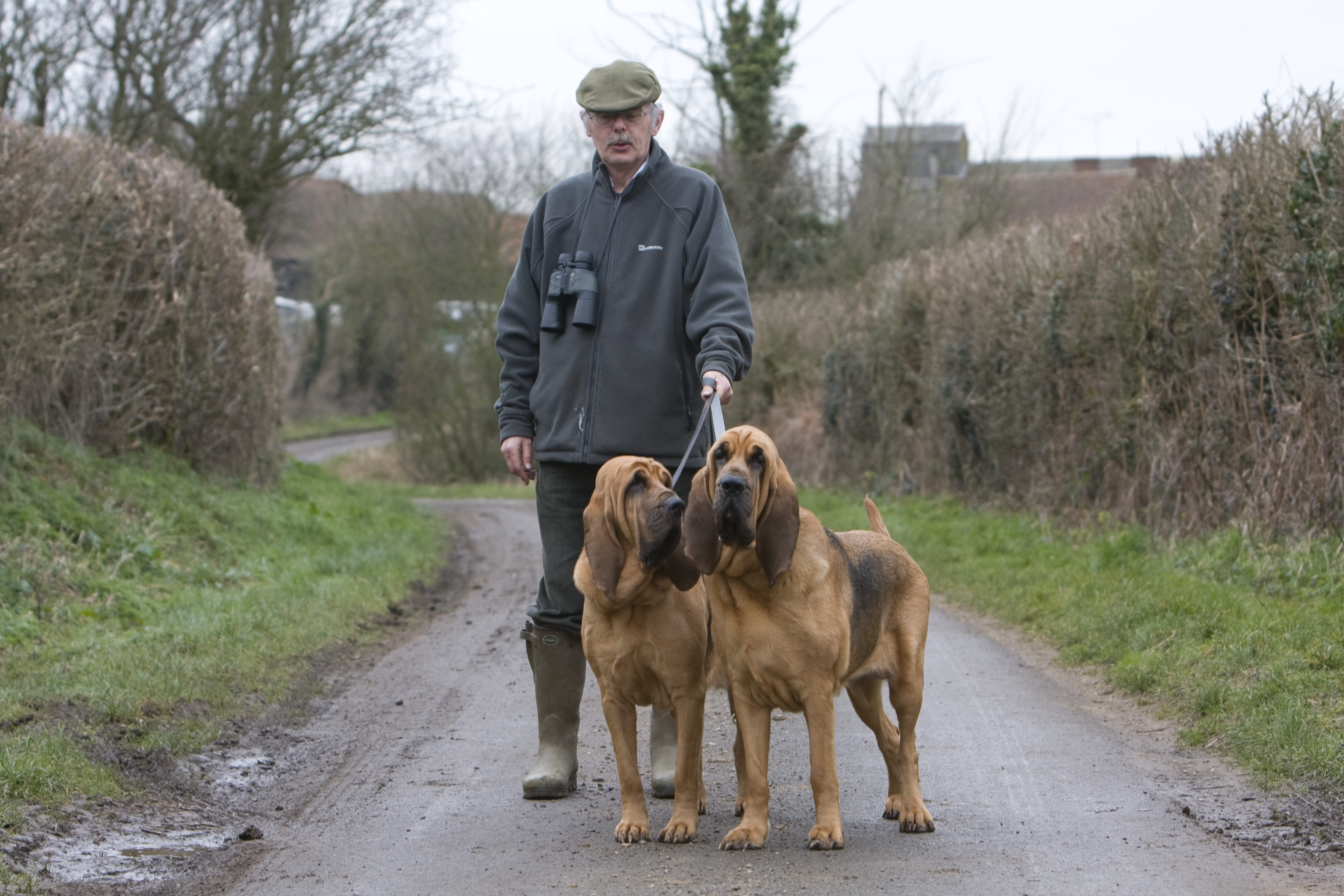
Dva psi plemene bloodhound na loveckých zkouškách v Alton

### Pohyb
Vyžaduje hodně pohybu. Nikam nespěchá a protože není ani rychlý, nehodí se k běhu při kole nebo jen k běhu. Vhodnější je pro něj stopování nebo normální dlouhé procházky, ale ne žádná rychlochůze. Plavání mu nevadí, ale ze zdravotních důvodů se to nedoporučuje, pokud se totiž do uší dostane voda, vznikne zánět zvukovodu.

### Péče o uši
Bloodhoundům se často stává, že si při jedení máchají uši v jídle a mají v nich pak drobečky, proto je dobré je po jídle otřít suchým kapesníčkem. Velký pozor na uši je nutné si dát při koupání, aby se nedostala do uší voda. Bloodhoundům se také často tvoří v uších maz, který ve velkém množství může i zhoršit sluch. Pokud chceme psa ušního mazu zbavit, navlhčíme si hadřík (ne papírový kapesník, ten by se rozpustil a psovi by v uších zůstaly kusy mokrého papíru!) a uši vytřeme.